# Triticum timopheevii
El trigo timofevi  (Triticum timopheevii, también  trigo Sanduri)  es una especie tetraploide de trigo que ha sido cultivada y hay formas silvestres.  La forma domesticada se restringue al occidente de Georgia, mientras la silvestre (formalmente categorizada como T. araticum Jakubz.) se halla atravesando el sudeste de Turquía, norte de Irak, oeste de Irán y Transcaucasia.
El trigo timofevi evolucionó aislado del más común Triticum turgidum, e híbridos entre T. timopheevii y T. turgidum se reportan estériles con "un considerable monto de irregularidades cromosómicas en meiosis. 